# Stephanosporaceae
Famille
Les Stephanosphoraceae sont une famille de champignons basidiomycètes classée dans le Clade I Plicaturopsidoïde de l'ordre des Agaricales.
Les espèces de la famille, connue depuis l'Eurasie jusqu'à la Nouvelle-Zélande, poussent sur des sols de bois pourri ou de débris végétaux. Selon le Dictionnaire des Champignons, la famille comprend 5 genres et 21 espèces. Stephanospora caroticolor est une espèce européenne.

## Taxonomie
Stephanosporaceae : Oberw. & E. Horak

## Position des Stephanosporaceae
L'étude a reconnu trente familles d'agaricales, quatre genres incertae sedis qui n'étaient pas encore intégrés et a proposé deux clades à titre informels.
- - Agaricomycètes
    - Boletales, Clade des Bolets
    - Agaricales, Clade des Euagarics
      - Clade I Plicaturopsidoïde
        - Clavariaceae
          - Stephanosporaceae

        - Clade II Pluteoïde

## Classification linnéenne
Selon le dictionnaire de 2008 :
- Athelidium
- Cristinia
- Lindtneria[3]
- Mayamontana
- Stephanospora